# A Roquette-börtön nyaktilójának tartókövei
A Roquette-börtön nyaktilójának tartókövei Párizs 11. kerületében, a Rue de la Croix Faubin úttestén láthatók, egy zebra mellett, a Rue de Roquette kereszteződésénél.

## Története
Az úgynevezett Nagy Roquette-börtönt 1830-ban építették François-Chrétien Gau tervei alapján. Az erődszerű építményt 1900-ban lebontották, ma park van a helyén, mindössze bejáratának egy részét hagyták meg.
A börtön guillotine-ját a kapuval szemben, a Croix Faubin utcában állították fel éjszakánként 1851-től. A szerkezetet öt, az utca kövezetébe süllyesztett kőhasáb tartotta. Hatvankét nyilvános kivégzést tartottak ezen a helyen, melyek során több mint kétszáz elítélten hajtották végre a halálos ítéletet.
A kivégzettek között volt az anarchista Auguste Vaillant és Émile Henry. Vaillant 1893. december 9-én robbantásos merényletet követett el a képviselőház ellen, míg Émile Henry 1894. február 12-én a Café Terminusban robbantott. A Roquette-börtön guillotine-ja végzett Felice Orsini olasz forradalmárral, a Carbonari mozgalom egyik vezetőjével is, aki III. Napóleon francia császárt próbálta megölni. Az utca későbbi aszfaltozásakor a nyaktiló tartóköveit a helyükön hagyták.